# Пак Тхэ Хван
Пак Тхэ Хван (кор. 박태환?, 朴泰桓?; род. 27 сентября 1989, Сеул) — южнокорейский пловец, олимпийский чемпион и серебряный призёр Игр 2008 года в Пекине. Чемпион мира 2007 и 2011 годов на дистанции 400 м в/с, трёхкратный чемпион мира по плаванию на короткой воде 2016 года, 6-кратный чемпион Азиатских игр (Доха 2006 и Гуанчжоу 2010). Наиболее успешно выступал на дистанции 400 м в/с. Первый в истории кореец, выигравший олимпийскую медаль в плавании.

## Допинг
В 2014 году был уличён в употреблении запрещённых веществ. Допинг-проба Хвана, взятая во время внесоревновательного контроля 3 сентября 2014 года, дала положительный результат на анаболические стероиды. В итоге он был дисквалифицирован на 18 месяцев — с 3 сентября 2014 года до 2 марта 2016 года. 6 апреля 2016 года стало известно что НОК Кореи не допустит спортсмена к участию в Олимпийских играх 2016 года в Рио-де-Жанейро. Причиной для недопуска является правило НОК Кореи, которое регламентирует «двойное наказание» для спортсменов, уличённых в употреблении допинга. Согласно данному правилу, такие спортсмены подвергаются дополнительному отстранению от соревнований на 3 года со дня окончания непосредственной дисквалификации за допинг.